# Brigada Lusitana
A Brigada Lusitana é um grupo de apoio organizado que surgiu a 6 de Dezembro de 2003 com o objetivo de acompanhar a Seleção Portuguesa de Futebol em qualquer altura e em qualquer lugar.
A Brigada Lusitana é uma claque, como muitas outras claques existentes não só em Portugal mas também no estrangeiro, que se baseia numa organização de núcleos, que podem representar locais (aldeias, vilas, cidades, países), ou simplesmente quaisquer grupos de amigos, grupos de imigrantes, etc.
A Brigada Lusitana em 28 de Setembro de 2019 reúne elementos Ultra de diversos clubes nacionais, ligados a diversos movimentos nacionalistas e patriotas com o intuito de no campo politico ser um movimento unificador do Nacionalismo Português, mantendo uma posição Anti-Antifa. 

## História
Numa altura em que o apoio a Portugal estava a cargo de outro grupo, os Ultras Portugal, surgiam novos projetos para dar um novo ânimo, uma nova dinâmica, uma nova força ao apoio a Portugal.
Muitos projetos terão sido imaginados, no entanto destacaram-se dois, que acabaram por dar origem à Brigada Lusitana. São eles os Ultras Kinas e os Ultras Viriatos, grupos de Lisboa e do Porto, respectivamente. Depois de alguns contatos entre os grupos, ficou acordado que estes dois grupos se iriam juntar e formar a Brigada Lusitana. O objetivo era claro: criar um grupo em que todos os portugueses se pudessem rever, um grupo com que todos os portugueses se pudessem identificar. O nome Brigada Lusitana, ficou decidido após algumas reuniões, não sendo necessário muito tempo para se chegar a um acordo. Para todos aqueles que alguma vez, já se questionaram sobre o significado do nome Brigada Lusitana: Brigada é uma referência a uma coletividade, ao espírito de união, a um grupo que defende os seus ideais, e Lusitana é uma referência ao Povo Português, o povo lusitano.
Em 2020 a Brigada Lusitana toma a iniciativa de junto das mais importantes organizações e movimentos nacionalistas e patriotas organizar a 25 de Julho o I Encontro Anual de Nacionalistas e Patriotas. Um evento com um futuro programado a tornar-se Anual.
De notar que desde o dia 18 de Junho de 2005 dia da Manifestação nacionalista no Martim Moniz, que juntou cerca de quinhentos nacionalistas, elevado número em manifestações da extrema-direita à época, não se voltou a ter uma união de movimentos com tal representatividade.
A Brigada Lusitana enquadra-se como ultra nacionalista. O Nome de Brigada Lusitana mantém-se pois existe uma grande identificação ao nacionalismo lusitano.

## Presenças
Este grupo já esteve presente em variadas competições, tais como:
- O Campeonato Europeu de Futebol 2004 em Portugal
- O Campeonato do Mundo 2006 na Alemanha
- O Torneio de Toulon
- O Campeonato da Europa Sub-21 2006
- Jogos particulares

O Movimento passa a Organizar eventos e ações, tais como: